# Saint-Quentin-les-Chardonnets
Pour les articles homonymes, voir Saint-Quentin (homonymie).
Saint-Quentin-les-Chardonnets est une commune française, située dans le département de l'Orne en région Normandie, peuplée de 317 habitants.

## Géographie
Située entre les bocages virois et flérien, la commune est parcourue par deux petits affluents du Noireau (le Vautigé et la Jouvine). Elle est limitrophe du Calvados (Bernières-le-Patry et Truttemer-le-Petit). Le bourg est à 4 km au nord-ouest de Tinchebray, à 12 km au sud-ouest de Vassy et à 13 km au sud-est de Vire.
L'ouest du territoire est traversé par la route départementale no 924 (ancienne route nationale 24bis) qui mène à Vire au nord-ouest et à Tinchebray et Flers au sud-est. Le bourg y est relié par la D 814 au sud et par la D 265 à l'ouest (par D 924E, annexe à la D 924). La D 265 continue vers l'est et conduit au bourg de Montsecret, croisant en chemin la D 22 (D 57 dans le Calvados limitrophe) reliant Tinchebray au sud à Bernières-le-Patry au nord.
Saint-Quentin-les-Chardonnets est dans le bassin de l'Orne, par trois de ses sous-affluents, affluents ou sous-affluent du Noireau : la Jouvine qui délimite le territoire au nord (limite départementale) et conflue avec la Diane en dehors, le ruisseau de Vautigé en limite sud-est, et le Troitre en limite sud-ouest.
Le point culminant (286/288 m) se situe en limite sud-ouest, au sommet d'une colline surplombant les lieux-dits le Bas-Tourne et le Haut-Tourne. Les points les plus bas (151/152 m) correspondent aux sorties du territoire de la Jouvine, au nord-est, et du Vautigé, à l'est. La commune est bocagère.
Le climat est océanique, comme dans tout l'Ouest de la France. La station météorologique la plus proche est Caen-Carpiquet, à 50 km, mais Alençon-Valframbert et Granville-Pointe du Roc sont à moins de 75 km. Le Bocage flérien s'en différencie toutefois pour la pluviométrie annuelle qui, à Saint-Quentin-les-Chardonnets, avoisine les 1 000 mm.
| Valdallière (comm. dél. de Bernières-le-Patry, Calvados)    | Valdallière (comm. dél. de Bernières-le-Patry, Calvados) | Valdallière (comm. dél. de Bernières-le-Patry, Calvados), Montsecret |
| Vire Normandie (comm. dél. de Truttemer-le-Petit, Calvados) | Saint-Quentin-les-Chardonnets                            | Montsecret, Tinchebray-Bocage (comm. dél. de Frênes)(par un angle)   |
| Le Ménil-Ciboult                                            | Tinchebray-Bocage (comm. dél. de Tinchebray)             | Tinchebray-Bocage (comm. dél. de Tinchebray)                         |

### Hydrographie
La commune est située dans le bassin Seine-Normandie. Elle est drainée par la Jouvine, le ruisseau de Vautige, le Troitre et le ruisseau de Vautigé,.

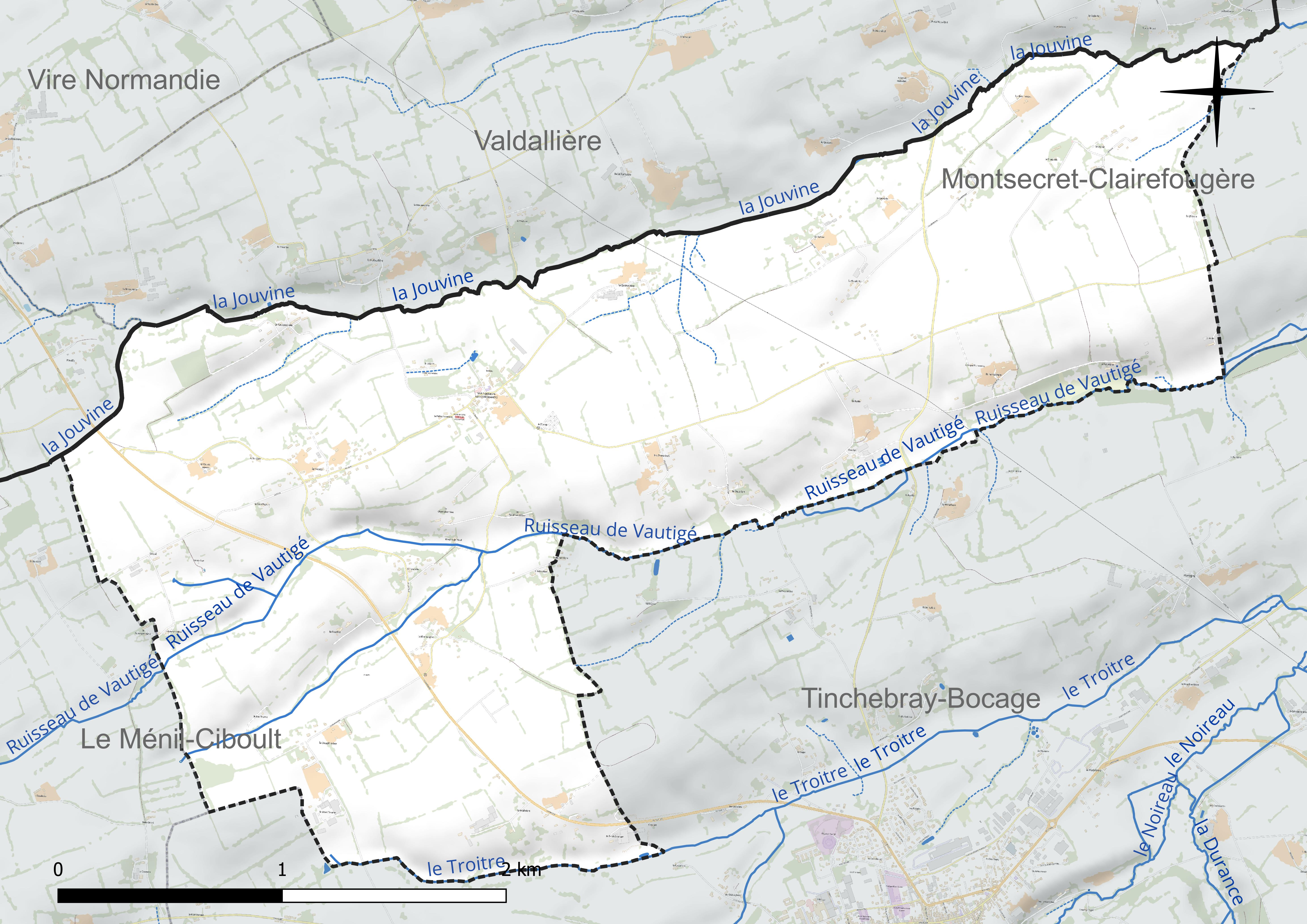
Réseau hydrographique de Saint-Quentin-les-Chardonnets.

### Climat
Pour des articles plus généraux, voir Climat de la Normandie et Climat de l'Orne.
En 2010, le climat de la commune est de type climat océanique franc, selon une étude du CNRS s'appuyant sur une série de données couvrant la période 1971-2000. En 2020, Météo-France publie une typologie des climats de la France métropolitaine dans laquelle la commune est exposée à un climat océanique et est dans la région climatique Normandie (Cotentin, Orne), caractérisée par une pluviométrie relativement élevée (850 mm/a) et un été frais (15,5 °C) et venté. Parallèlement le GIEC normand, un groupe régional d’experts sur le climat, différencie quant à lui, dans une étude de 2020, trois grands types de climats pour la région Normandie, nuancés à une échelle plus fine par les facteurs géographiques locaux. La commune est, selon ce zonage, exposée à un « climat contrasté des collines », correspondant au Bocage normand, bien arrosé, voire très arrosé sur les reliefs les plus exposés au flux d’ouest, et frais en raison de l’altitude.
Pour la période 1971-2000, la température annuelle moyenne est de 10,3 °C, avec une amplitude thermique annuelle de 13,1 °C. Le cumul annuel moyen de précipitations est de 1 028 mm, avec 14,5 jours de précipitations en janvier et 8,6 jours en juillet. Pour la période 1991-2020, la température moyenne annuelle observée sur la station météorologique la plus proche, située sur la commune de Vire Normandie à 11 km à vol d'oiseau, est de 11,3 °C et le cumul annuel moyen de précipitations est de 931,4 mm,. Pour l'avenir, les paramètres climatiques de la commune estimés pour 2050 selon différents scénarios d’émission de gaz à effet de serre sont consultables sur un site dédié publié par Météo-France en novembre 2022.

## Urbanisme

### Typologie
Au 1er janvier 2024, Saint-Quentin-les-Chardonnets est catégorisée commune rurale à habitat très dispersé, selon la nouvelle grille communale de densité à sept niveaux définie par l'Insee en 2022.
Elle est située hors unité urbaine. Par ailleurs la commune fait partie de l'aire d'attraction de Vire Normandie, dont elle est une commune de la couronne,. Cette aire, qui regroupe 20 communes, est catégorisée dans les aires de moins de 50 000 habitants,.

### Occupation des sols
L'occupation des sols de la commune, telle qu'elle ressort de la base de données européenne d’occupation biophysique des sols Corine Land Cover (CLC), est marquée par l'importance des territoires agricoles (100 % en 2018), une proportion identique à celle de 1990 (100 %). La répartition détaillée en 2018 est la suivante : 
prairies (50,6 %), terres arables (48,9 %), zones agricoles hétérogènes (0,5 %). L'évolution de l’occupation des sols de la commune et de ses infrastructures peut être observée sur les différentes représentations cartographiques du territoire : la carte de Cassini (XVIIIe siècle), la carte d'état-major (1820-1866) et les cartes ou photos aériennes de l'IGN pour la période actuelle (1950 à aujourd'hui).

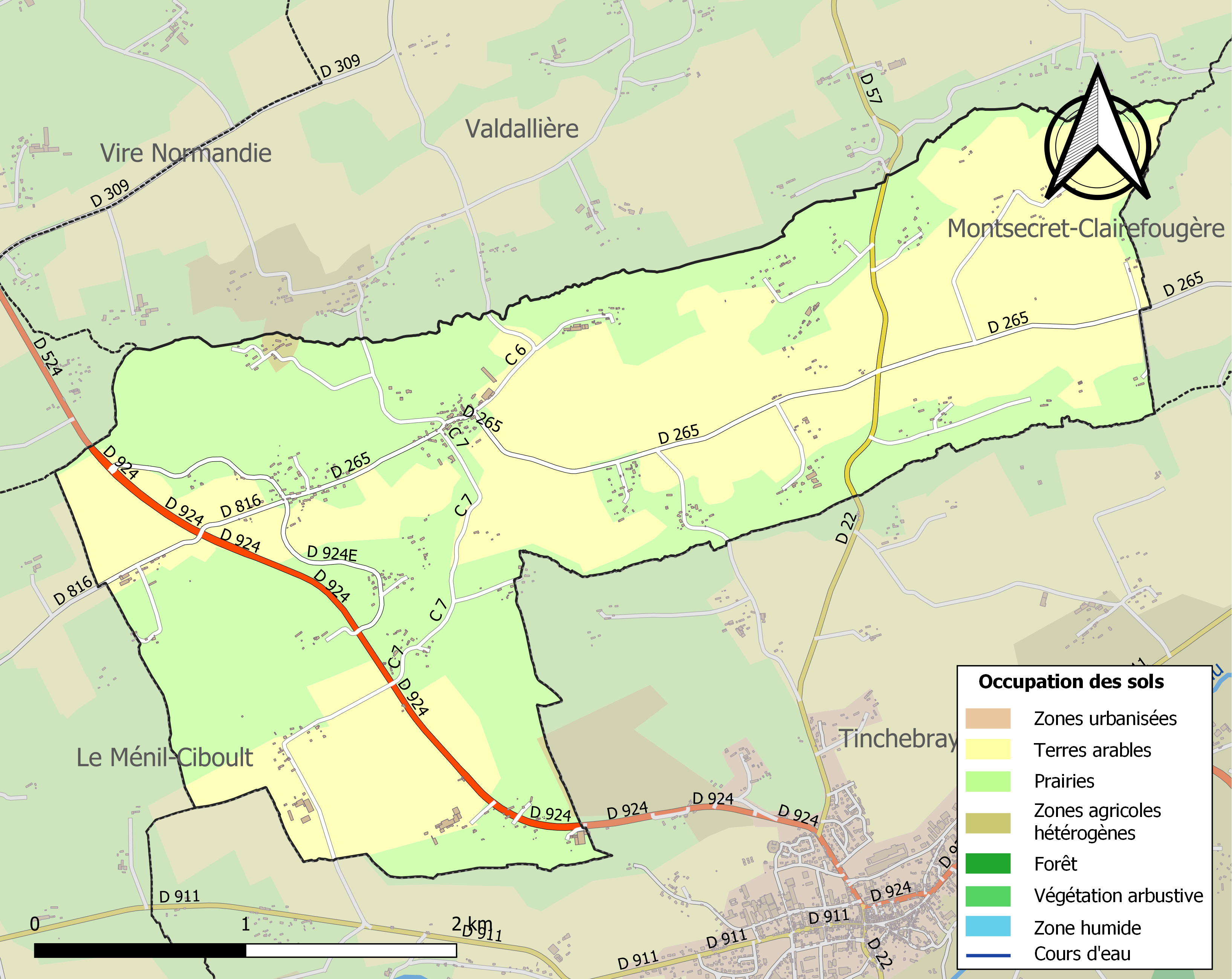
Carte des infrastructures et de l'occupation des sols de la commune en 2018 (CLC).

## Toponymie
Le nom de la localité est attesté sous la forme Sanctus Quintinus au XIVe siècle.
La commune doit son nom à Quentin, apôtre évangélisateur de la Gaule au IIIe siècle dont le culte était important au Moyen Âge.
Chardonnets indique qu'on trouvait à cet endroit, plus particulièrement qu'ailleurs, des chardons.
Le gentilé est Saint-Quentinois.

## Politique et administration
| Période                                  | Période   | Identité           | Étiquette | Qualité           |
| ---------------------------------------- | --------- | ------------------ | --------- | ----------------- |
| juin 1995                                | mars 2001 | Roger Vardon       | DVD       | Agriculteur       |
| mars 2001                                | mars 2014 | Bruno Vardon       | SE        | Agriculteur       |
| mars 2014                                | En cours  | Sébastien Chrétien | SE        | Agent de maîtrise |
| Les données manquantes sont à compléter. |           |                    |           |                   |

Le conseil municipal est composé de onze membres dont le maire et deux adjoints.

## Démographie
L'évolution du nombre d'habitants est connue à travers les recensements de la population effectués dans la commune depuis 1793. Pour les communes de moins de 10 000 habitants, une enquête de recensement portant sur toute la population est réalisée tous les cinq ans, les populations de référence des années intermédiaires étant quant à elles estimées par interpolation ou extrapolation. Pour la commune, le premier recensement exhaustif entrant dans le cadre du nouveau dispositif a été réalisé en 2004.
En 2022, la commune comptait 317 habitants, en évolution de −9,43 % par rapport à 2016 (Orne : −3,21 %, France hors Mayotte : +2,11 %).
Saint-Quentin-les-Chardonnets a compté jusqu'à 1 155 habitants en 1831.
| 1793  | 1800  | 1806  | 1821  | 1831  | 1836  | 1841  | 1846  | 1851  |
| ----- | ----- | ----- | ----- | ----- | ----- | ----- | ----- | ----- |
| 1 003 | 1 005 | 1 112 | 1 062 | 1 155 | 1 090 | 1 065 | 1 036 | 1 020 |

| 1856  | 1861 | 1866 | 1872 | 1876 | 1881 | 1886 | 1891 | 1896 |
| ----- | ---- | ---- | ---- | ---- | ---- | ---- | ---- | ---- |
| 1 002 | 924  | 881  | 829  | 781  | 704  | 651  | 591  | 580  |

| 1901 | 1906 | 1911 | 1921 | 1926 | 1931 | 1936 | 1946 | 1954 |
| ---- | ---- | ---- | ---- | ---- | ---- | ---- | ---- | ---- |
| 556  | 521  | 522  | 443  | 446  | 407  | 393  | 372  | 400  |

| 1962 | 1968 | 1975 | 1982 | 1990 | 1999 | 2004 | 2006 | 2009 |
| ---- | ---- | ---- | ---- | ---- | ---- | ---- | ---- | ---- |
| 362  | 348  | 311  | 321  | 300  | 302  | 288  | 291  | 277  |

| 2014 | 2019 | 2022 | - | - | - | - | - | - |
| ---- | ---- | ---- | - | - | - | - | - | - |
| 341  | 311  | 317  | - | - | - | - | - | - |

## Lieux et monuments
- Église Saint-Quentin (XIXe siècle).
- Chapelle de la Garanterie (environ du XVIe siècle, remaniée XIXe).

Elle est mentionnée dans un acte du 6 janvier 1679 au tabellionage de Tinchebray (archives départementales de l'Orne, 4E80-146, folios 29 & 30). Voici la transcription intégrale de cet acte, avec l'orthographe de l'époque :

« Le sixiesme jour de janvier mil six cents soixante et dix neuf,
Comme il soit ainsy que maistre Louis Dumont, prestre, curé de la paroisse d'Espins, et Richard Dumont son frère, de la paroisse de St Quentin, mûs de piété et d'un st zèle pour la gloire de Dieu eussent faict construire une chapelle en la dicte paroisse soubs le tiltre de Nostre Dame de Pitié et du glorieux apostre St Jean, laquelle ils avoient dotée et faict bâtir de vingt pieds de longeur après en avoir obtenu la permission de Monseignr l'illustrissime et révérendissime evesque de Baieux, et que par la suite du temps Dieu aiant béni un si sainct ouvrage la dévotion des fidèles s'est trouvée telle et l'affluence du peuple si grande au dict lieu que la dicte chapelle pouvoit à peine contenir la moitié de ceux qui asistoient au St sacrifice de la messe, pourquoy les dicts Dumont auroient esté obligés de recourir à mon dict Seignr l'evesque pour estre permis la faire augmenter de dix pieds, mais d'autant qu'il convenoit pour cela d'en faire abatre une partie et de l'accroistre de moitié, donc la despense leur eust esté trop onéreuse.
Furent présens les dicts Dumont frères, lesquels recoignoissants que de leur consentement la dicte augmentation de moitié en fond et superfice a esté faicte des deniers de Mr Maistre Jacques Le Marié, escuier, Sr de la Garentrie, patron de St Quentin, con(seill)er du roy, trésorier de France à Caen, dans la seigneurie duquel la dicte chapelle est située et que pour l'établissement de la dot d'icelle on ne luy avoit fourni aucun droict d'indamnité ny d'amortissement qu'il pouvoit légitimement prétendre pour les terres que les dicts Dumont y avoient assignées dont il a par ce présent fait donation à la dite chapelle, et attendu mesme que le dict Sr de la Garentrie, en considération de l'augmentation du dict batisment a bien voulu augmenter la dot de la dicte chapelle de dix livres de rente foncières paiables par chaqun an au jour de la Nostre Dame en mars au chapelain d'icelle, sans qu'il soit tenu par cela et obligé à plus grands services que ceux établis par le contract d'érection d'icelle y recours mais seulement pour participer luy et sa famille aux prières et services qui s'y feront.
Les dicts Dumont ont consenti que après leurs décès le dict Seigneur de la Garentrie, ou celui de son nom qui le représentra en la paroisse et seigneurie de St Quentin, nomme et présente à l'advenir en qualité de fondateur et bienfaicteur en leurs lieu et place personne idoine et capable à Monseignr l'Evesque de Baieux pour deservir la dicte chapelle et faire exactement les services establis par les dicts Dumont pour le salut de leurs âmes et celles de leurs prédécesseurs et amis, au désir du contract de fondation qu'ils en ont faict et passé devant Fouré et son adjoint, tabellion à Tinchebray, le dix huit septembre mil six cents cinquante huict, consentant que le dict Sr de la Garentrie en conserve les droicts et les propriétés, à laquelle fin luy en seront mis es mains les tiltres et letres de la dicte érection et quant à la dicte augmentation de dot cy dessus faicte par le dict Sr de la Garentrie à ce présent et acceptant il en a obligé tous ses biens présens et advenir demeurant libre toutes fois de l'assigner en fond de la valeur de deux cents livres au nom de la dicte chapelle, ce qui a esté ainsy accepté par le dict maistre Louis Dumont, chapelain présentement pour reçu d'icelle et par le dict Richard son frère, et ainsy promis entretenir par les parties, et présences de Me Guillaume Dumont, prestre, de Bernières, et Jean Goudier, dud(it) Bernières. P(rése)nce desquels approuvé une ligne en rature & une interligne. »

— Dumont 1679, Le Marié, Dumont Louis 1679, Jan Goudier, G. Dumont, Durand ad., Ybert

## Personnalités liées à la commune
- Jean-Baptiste Quéruel (1779-1845), chimiste, y est né au lieu-dit la Perrochère.